# Krzysztof Bieńkowski
Krzysztof Bieńkowski (27 de octubre de 1990) es un deportista polaco que compite en lucha libre. Ganó una medalla de plata en el Campeonato Europeo de Lucha de 2021, en la categoría de 65 kg.

## Palmarés internacional
| Campeonato Europeo | Campeonato Europeo | Campeonato Europeo | Campeonato Europeo |
| Año                | Lugar              | Medalla            | Categoría          |
| ------------------ | ------------------ | ------------------ | ------------------ |
| 2021               | Varsovia (Polonia) | Medalla de plata   | 65 kg              |